# Машіка Віктор Томашович
Ві́ктор Тома́шович Машика (нар. 9 травня 1960, Мукачево) — український педагог. Учитель правознавства та історії навчального виховного комплексу «загальноосвітньої школи I—III ступенів — дошкільний навчальний заклад № 6» Мукачево Закарпатської області. Переможець Всеукраїнського конкурсу «Учитель року» в номінації «Правознавство» (2002). Заслужений учитель України (2002).

## Біографія
Віктор Томашович Машика народився 1960 року в місті Мукачеве. 1982 року закінчив історичний факультет Ужгородського державного (нині національного) університету. З моменту закінчення закладу вищої освіти викладав історію та правознавство у ЗОШ 1-3 ст. № 6 м. Мукачево.
Його учні закінчували найпрестижніші виші країни: Київський національний університет імені Тараса Шевченка, Києво-Могилянську академію, Національну юридичну академію ім. Я.Мудрого, Львівський національний університет імені Івана Франка, Ужгородський національний університет тощо. Його учні 19 разів були переможцями правознавчих олімпіад державного рівня і 62 рази перемагали на міських і обласних олімпіадах. 2002 року Віктор Машика здобув перемогу у конкурсі «Учитель року» у номінації правознавство. Того ж року йому було присвоєно почесне звання «Заслужений учитель України». Також В. Т. Машіка двічі включався до складу журі 3-го етапу (державний рівень) Всеукраїнського конкурсу «Учитель року» у номінації «правознавство» і тричі до складу журі республіканських олімпіад.
У викладацькій роботі Машика докладає багато зусиль для застосування передових педагогічних технологій. Основну увагу приділяє нетрадиційним методам роботи, зокрема, інтелектуальним іграм, а також різного роду творчим завданням, зокрема, задачам на міжгалузеві зв'язки, творчим тестам, які максимально сприяють виробленню навичок і умінь застосування здобутих знань на практиці, а також суттєвому підвищенню рівня правової компетентності школярів. Багато часу приділяє на уроках, особливо на факультативних заняттях, виробленню у старшокласників навичок і умінь критичного мислення, відшуковуванню недоліків у правовому регулюванні тих чи інших питань, та висуненню ними пропозицій щодо способів усунення цих недоліків. Крім викладання у школі регулярно виступає з лекціями у Закарпатському обласному інституті післядипломної педагогічної освіти.
Шість разів був включений до складу журі Всеукраїнського турніру юних правознавців. Автор десяти методичних посібників.
У вільний від роботи час любить подорожувати рідним Закарпаттям; займається спортом: плаванням, легкою атлетикою, гірським туризмом.
Віктор Томашович є автором методичного посібника «Брейн-ринг 2800 запитань і відповідей», який рекомендовано Міністерством освіти і науки для використання у загальноосвітніх школах.
У 2019 році після довгої перерви, учень Віктора Томашовича Кекляк Богдан зайняв призове місце на IV етапі Всеукраїнської олімпіади з правознавства.